# Antoon Derkinderen
Antonius Johannes (Antoon) Derkinderen ('s-Hertogenbosch, 20 december 1859 – Amsterdam, 2 november 1925) was een Nederlands kunstschilder, glazenier, tekenaar en boekbandontwerper.

## Levensloop

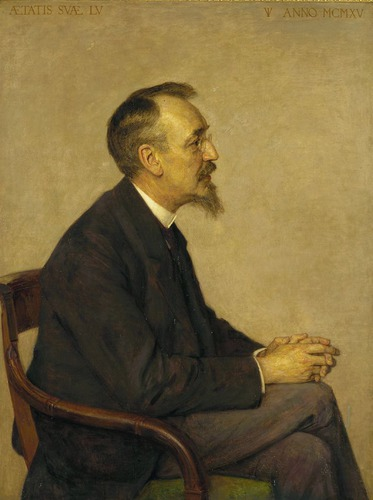
Portret van Derkinderen door Jan Veth

Derkinderen was tussen 1878 en 1880 leerling van de Koninklijke School voor Beeldende Kunsten in zijn geboorteplaats die onder leiding stond van J.Th. Stracké. In 1880 ging hij naar Amsterdam waar hij tot 1882 studeerde aan de Rijksacademie. Hij behoorde tot de eerste leden van de Kunstenaarsvereniging Sint Lucas. In 1882 ging hij met Jan Toorop naar Brussel en verbleef daar een jaar om te studeren aan de Tekenacademie onder leiding van Jan Frans Portaels. Tussen 1888 en 1890 verbleef hij opnieuw in Brussel. Daarna vestigde hij zich in Laren.
Derkinderen had veel contacten en zijn ideaal was om naar voorbeeld van de middeleeuwse gilden, leerlingen in het schilderen te oefenen. De werkplaats bereikte echter niet het beoogde succes. In 1907 vertrok Derkinderen naar Amsterdam, waar hij tot directeur van de Rijksacademie werd benoemd, een functie die hij heeft bekleed tot 1925. In 1914 kreeg hij een eredoctoraat van de Universiteit Groningen.

## Werkterrein
Derkinderen schilderde (ook glas), tekende, etste, lithografeerde portretten en figuren. Hij maakte daarnaast wandschilderingen voor onder meer het stadhuis in 's-Hertogenbosch (1892) en glas in loodramen voor de Koopmansbeurs (Beurs van Berlage) te Amsterdam. Over de wandschilderingen in Den Bosch die toentertijd veel stof deden opwaaien, publiceerde Jan Veth in 1892 zijn boek Derkinderens wandschildering in het Bossche stadhuis. Dit boek zou een belangrijke bijdrage leveren aan de theorievorming van de Nieuwe Kunst in Nederland.

#### Boekverzorging
Derkinderen maakte boekversieringen voor onder andere de Vondel-uitgaven en de Missa van Alphons Diepenbrock. Zijn meest omvangrijke werk op het gebied van boekverzorging is de uitgave van de Gijsbrecht van Aemstel van Joost van den Vondel van uit 1893. De illustraties, waarvoor Derkinderen gedegen historisch onderzoek verrichtte, bleven dicht bij de oorspronkelijke tekst van Joost van de Vondel. Behalve de tekst in de oorspronkelijke spelling en de 25 litho’s van Derkinderen, bevatte het boek, ook een uitvoeringsprogramma met decorontwerpen van Berlage, kostuums van August Reijding en muziek van Bernard Zweers. Door deze samenwerking van kunstenaars uit verschillende disciplines en door hun streven naar inhoudelijke samenhang is het boek een prachtig voorbeeld van eind 19de-eeuwse gemeenschapskunst. Ernst Braches geeft in zijn boek: Nieuwe Kunst en het boek. Een studie in Art-Nouveau (2003) een zeer uitvoerige beschrijving over de totstandkoming van dit voor de Nederlandse boekkunst zo belangrijke boekwerk.
Zoals veel erkende kunstenaars werd ook Antoon Derkinderen gevraagd een ontwerp te maken voor een Nederlandse postzegel. Het betreft hier de uitgifte van de eerste toeslagserie, ten behoeve van de tuberculosebestrijding in 1906.

## Werken

### Diverse technieken

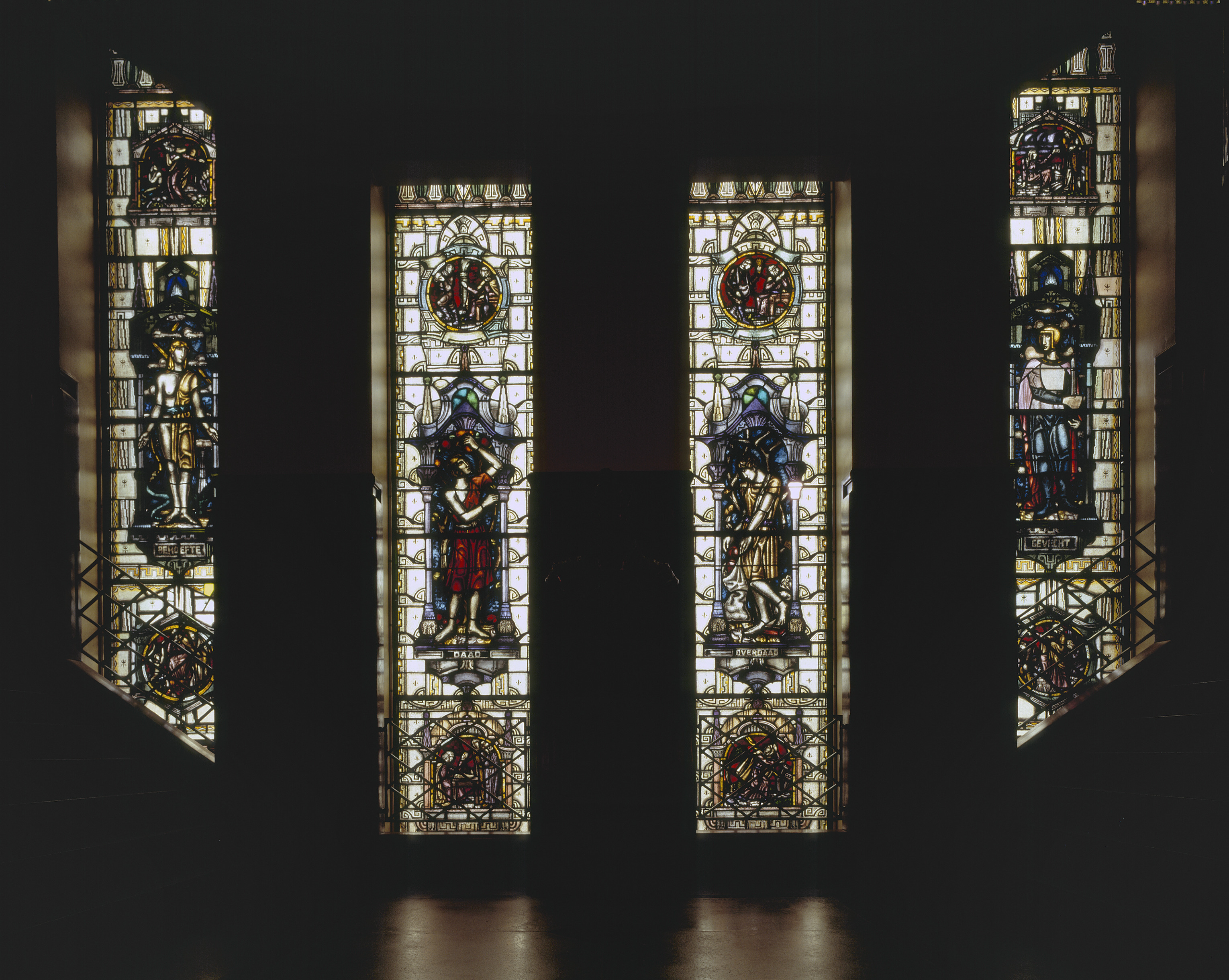
De Bazel (Amsterdam)
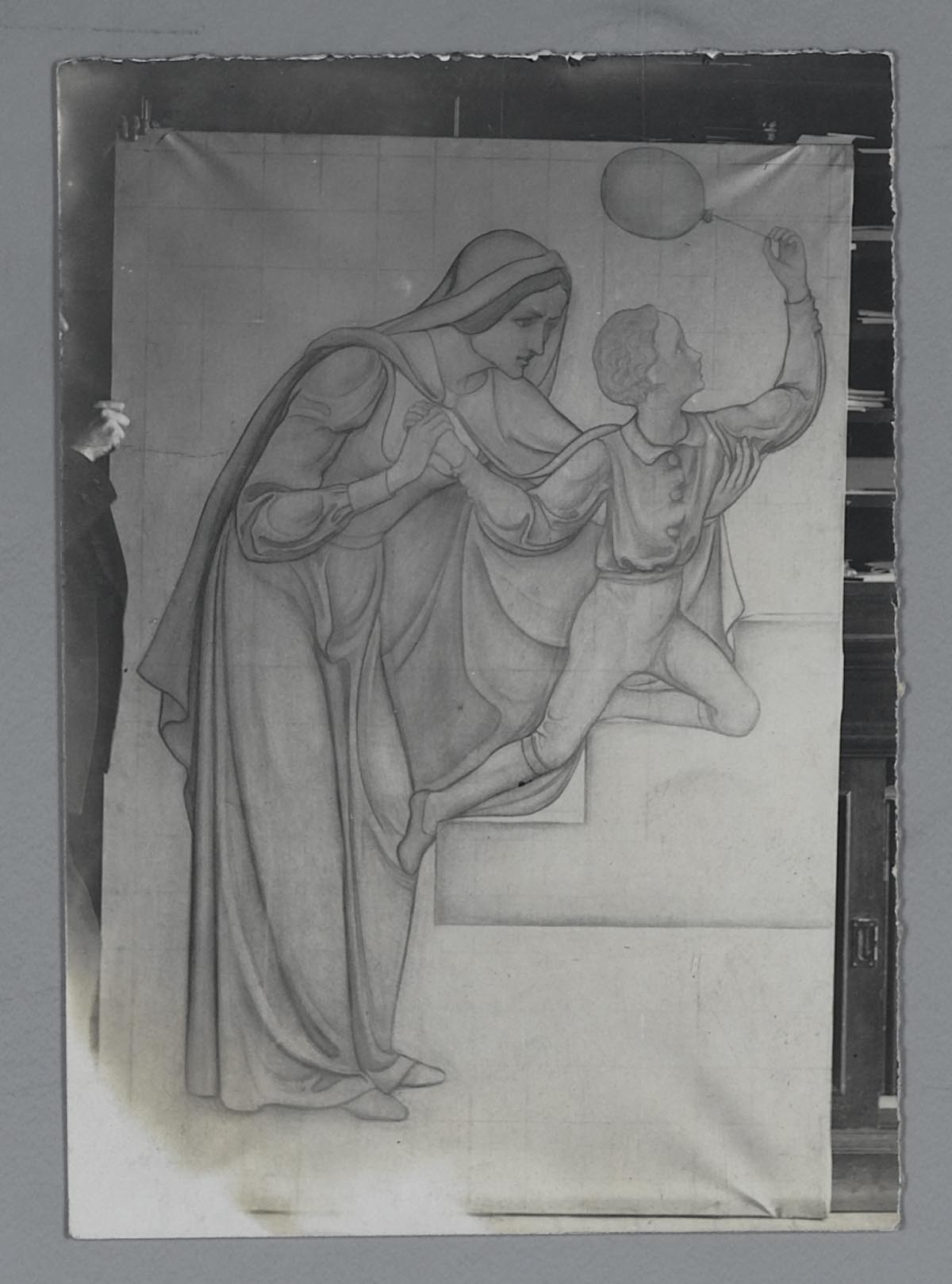
Moeder met knaapje (voorstudie)
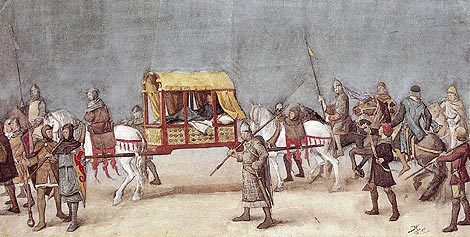
Aquarel van de historische optocht ter gelegenheid van het 700-jarig bestaan van ‘s-Hertogenbosch (1885)
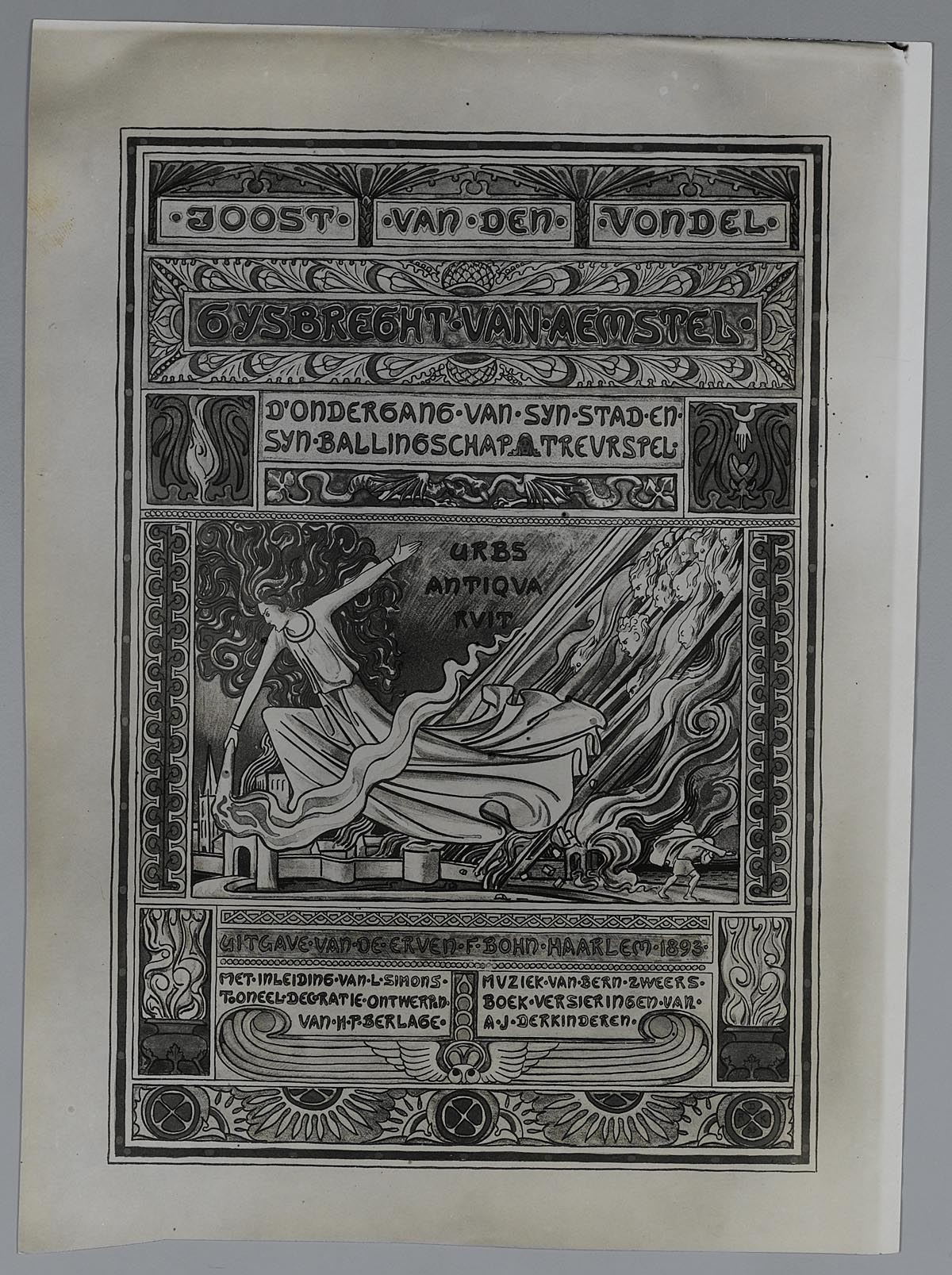
Titelblad Gijsbrecht van Aemstel (1893)
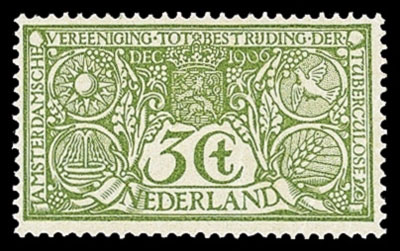
Postzegel (1906)

### Schilderijen

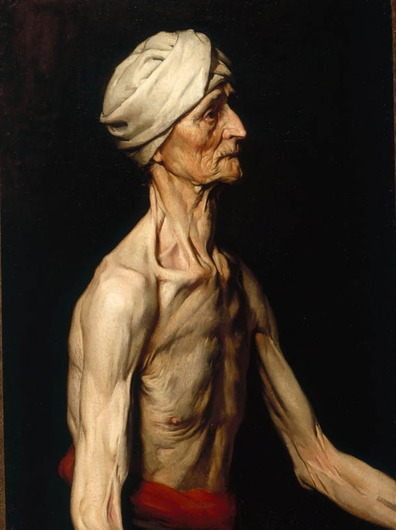
Studie van halfnaakte man met tulband, 1885
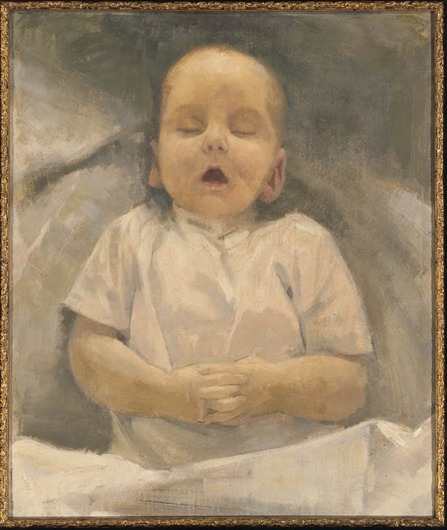
Dood kindje, 1886
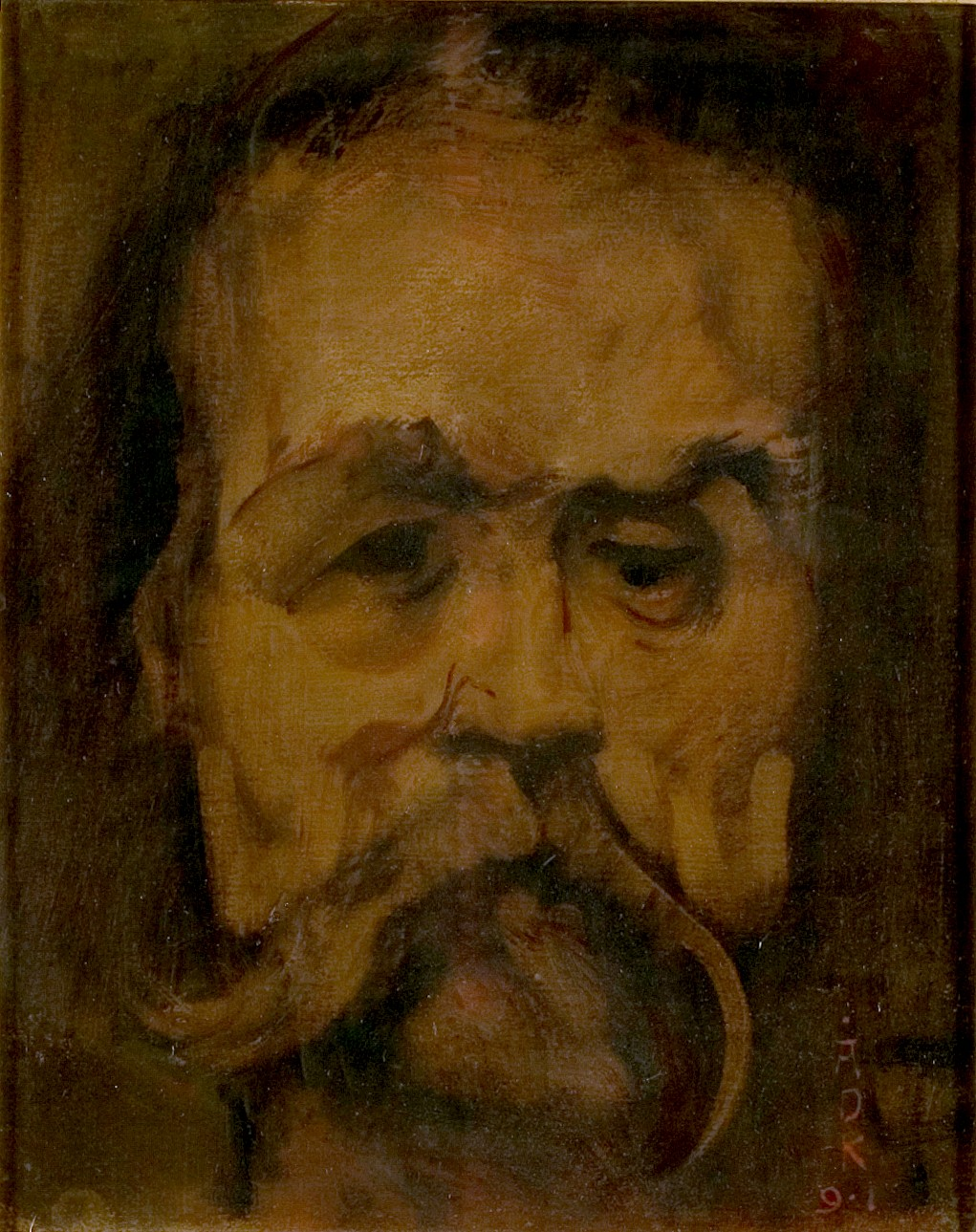
Portret van Stéphane Mallarmé, 1891
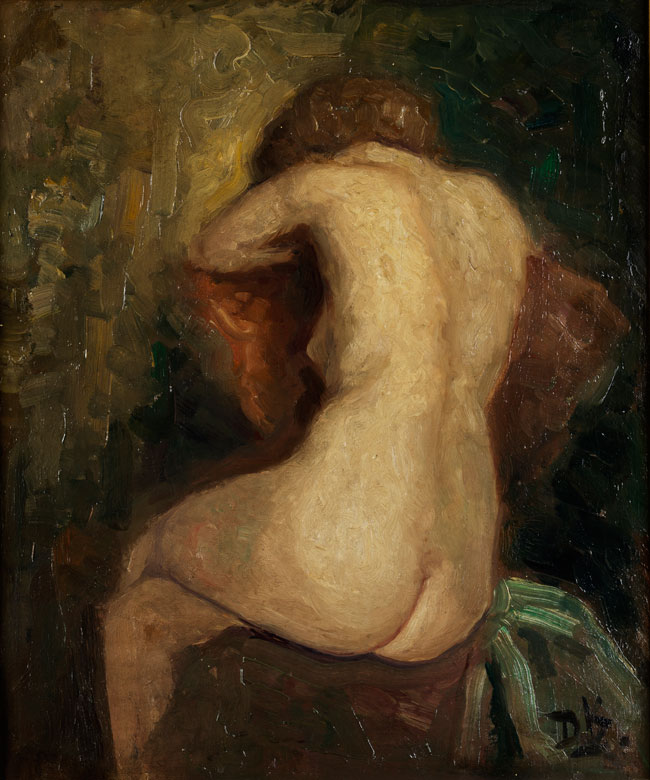
Naakt, 1900-1910

### Signatuur

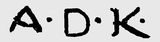
Antoon Derkinderen Signatuur 2

## Werken in museumcollectie
Werken van Derkinderen zijn in bezit van onder andere het Gemeentemuseum Den Haag (twee kinderen, 1880 dode trompetter), Centraal Museum Utrecht (het beginsel der levensverzekering), Kröller-Müller Museum in Otterlo (portret van Mallarmé), Nationaal Archief Den Haag (ontwerpen voor Nederlandse postzegels), het Noordbrabants Museum te 's-Hertogenbosch (ontwerp voor wandschildering in het stadhuis te 's-Hertogenbosch), het Van Abbemuseum te Eindhoven (man met staf) en de Stichting Begijnhof te Amsterdam (Mirakelprocessie), waarvoor Derkinderen 72 portretten heeft vervaardigd van bekende katholieke Amsterdammers als ontwerpschetsen. Deze schetsen zijn door de Stichting Begijnhof Amsterdam ondergebracht bij het Stadsarchief.

## Boekverzorging
Joost van den Vondel Gysbreght van Aemstel. D'ondergang van syn stad en syn ballingschap. Treurspel. Met inleiding van L. Simons; toneel-decoratie-ontwerpen van H.P. Berlage; muziek van Bernard Zweers; boekversieringen A.J. Derkinderen. (Bohn, 1893). Digitale versie Universiteitsbibliotheek Utrecht. Geraadpleegd op 15 januari 2018.

## Familie
Derkinderen trouwde in 1894 met de (naald)kunstenares en kostuumhistoricus J.H. Derkinderen-Besier (1865-1944); uit dit huwelijk werden geen kinderen geboren. In 1927 gaf zij zijn jeugdherinneringen uit onder de titel: De jeugd van Antoon der Kinderen door hemzelf beschreven anno 1892; daarin was een portret van hem opgenomen van de hand van zijn leerling Debora Duyvis (1886-1974). Hij was een zwager van beeldhouwer Willem Molkenboer en oom van de kunstenaars Phemia, Theo en Antoon Molkenboer en Vondelkenner Bernard Molkenboer.

## Vernoeming
In de Amsterdamse wijk Overtoomsche Veld is een straat naar Derkinderen vernoemd. In Laren, waar hij een deel van zijn leven woonde en in zijn geboortestad 's-Hertogenbosch zijn twee lanen naar hem vernoemd.